# Port Hacking
Pour l’article homonyme, voir Port Hacking (quartier).
Port Hacking est un estuaire australien, situé à environ 26 kilomètres au sud de Sydney, en Nouvelle-Galles du Sud et alimenté en eau par la Hacking River et plusieurs autres petits cours d'eau dont le Bundeena Creek et  The Basin. Il s'agit d'une ria, une ancienne vallée envahie par la mer. 
Les Aborigènes locaux appellent l'estuaire Deeban. Matthew Flinders et George Bass ont exploré la baie au début d'avril 1796. Ils l'ont appelé Port Hacking d'après le nom du pilote Henry Hacking qui était le principal chasseur de la colonie et qui, le premier, leur parla d'un grand fleuve qu'il avait vu lors d'une expédition à la chasse au kangourou. 
Port Hacking forme la limite sud de l'agglomération de Sydney. En arrivant par la mer, sa rive nord est occupée par les quartiers de Cronulla, Woolooware, Burraneer, Caringbah, Dolans Bay, Port Hacking, Lilli Pilli, Yowie Bay, Miranda, Gymea Bay et Grays Point. La rive sud est beaucoup moins peuplée occupée essentiellement par le parc national Royal, bien que l'on y trouve les petites localités de Bundeena, Maianbar, Warumbul et Gundamaian. Une société de ferries assure un service régulier de traversée de Port Hacking, reliant Cronulla à la gare de Bundeena. Elle organise également des croisières le long des rives de Port Hacking. 
Port Hacking est une ria d'une superficie de 11 km2. Avec très peu d'industries et d'exploitations agricoles, l'eau est classée comme de qualité « extrêmement bonne » et les vastes bancs de sable intertidaux peuvent accueillir de nombreux échassiers. 
Port Hacking est une zone récréative populaire, où on peut pratiquer de nombreuses activités comme la natation, la pêche et le canotage. L'estuaire et les baies sont utilisées pour les sports nautiques tels que le wakeboard, le ski nautique et la plongée sous-marine.

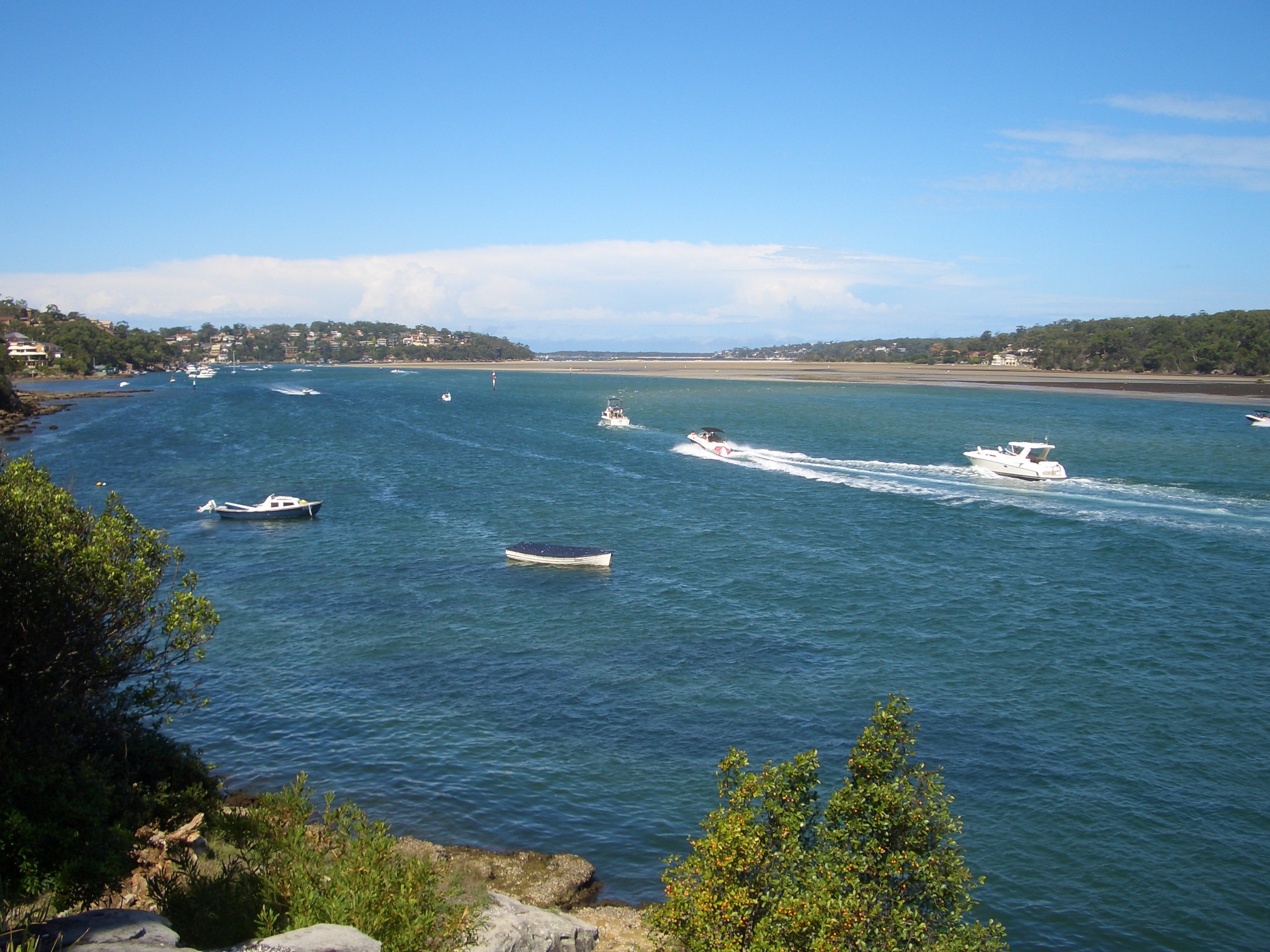
Port Hacking près de Burraneer
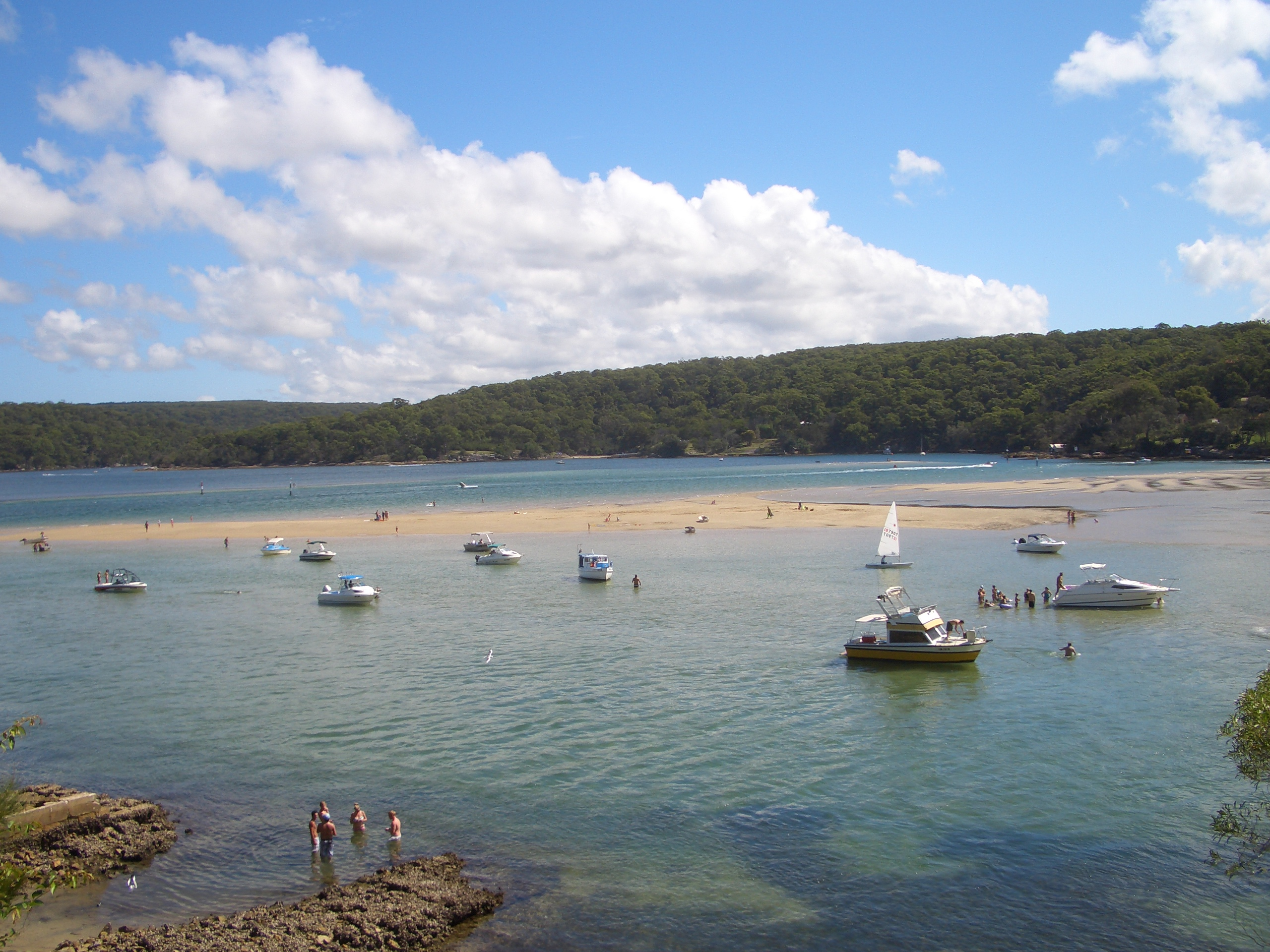
Port Hacking à Lilli Pilli
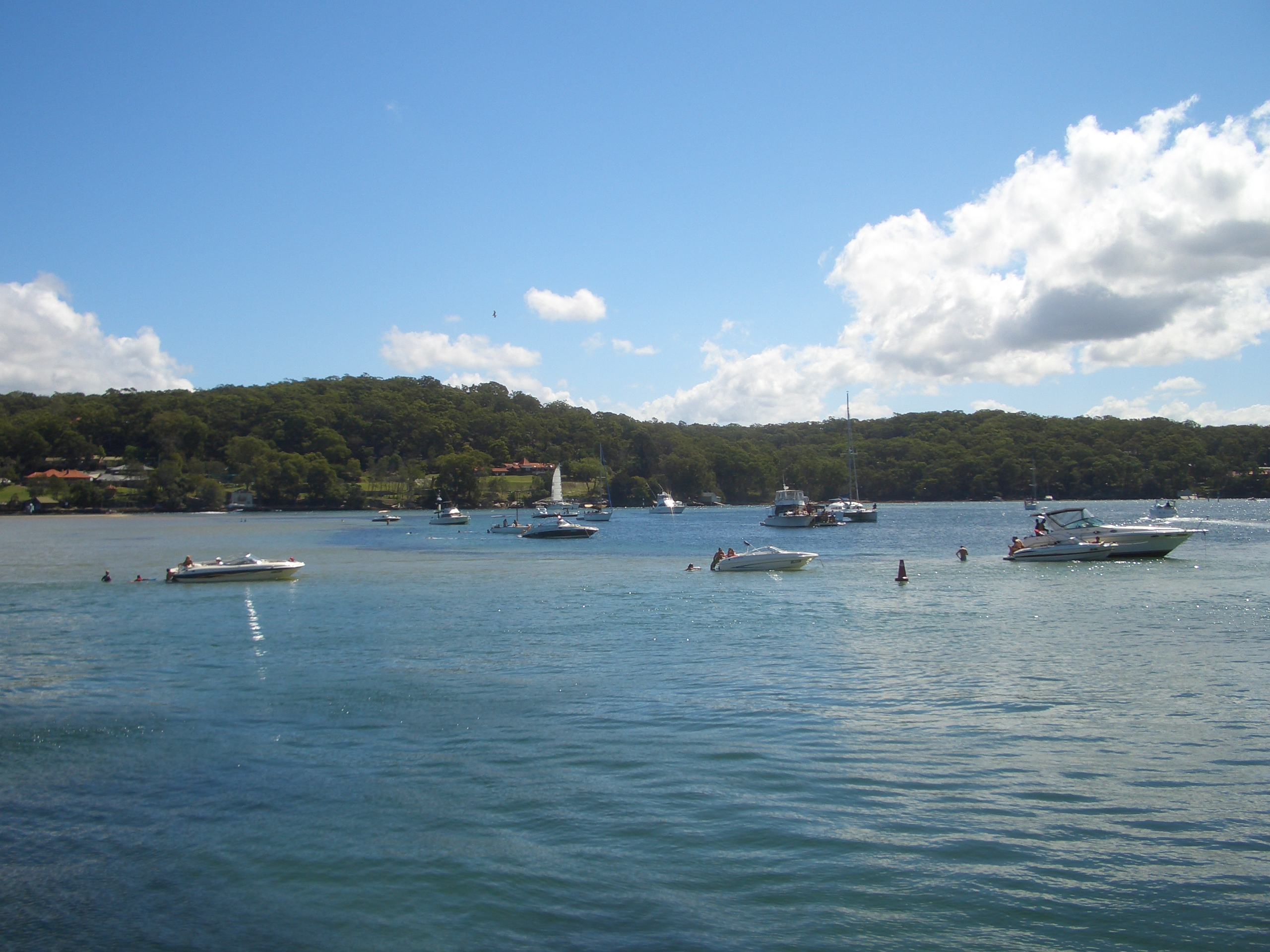
Port Hacking près de Warumbul